# 567
Năm 567 là một năm trong lịch Julius.

## Mất
- Kỷ Hoàn công
- Hàn Tử Cao